# Кривуля, Наталья Геннадьевна
Ната́лья Генна́дьевна Криву́ля (род. 8 июня 1972, Краснодар) — российский теоретик и историк анимации, киновед, художник. Доктор искусствоведения, профессор Московского государственного университета имени М. В. Ломоносова, член Союза кинематографистов РФ, член Московского союза художников.

## Биография
Родилась 8 июня 1972 года в Краснодаре.
В 1992 году с отличием окончила Краснодарское художественное училище (мастерская В. М. Савранского и Э. П. Данильяна).
В 1998 году с отличием окончила Всероссийский государственный институт кинематографии имени С. А. Герасимова (мастерская Г. Г. Смолянова и С. М. Соколова). Дипломный проект художественное решение анимационного фильма «Агада царя Соломона».
В 2001 году во ВГИКе защитила диссертацию на соискание учёной степени кандидата искусствоведения по теме «Основные тенденции авторской анимации России 60-90-х годов».
В 2009 году защитила диссертацию на соискание учёной степени доктора искусствоведения по теме «Эволюция художественных моделей в процессе развития мировых аниматографий». Официальные оппоненты — доктор искусствоведения, профессор Л. А. Зайцева, доктор искусствоведения, профессор Я. Б. Иоскевич и доктор искусствоведения, профессор Т. К. Егорова. Ведущая организация — Государственный институт искусствознания.
Преподаёт теорию и историю отечественной и зарубежной анимации в высших учебных заведениях Москвы.
Публикуется по вопросам киноискусства и анимации с 1996 года. Автор 8 книг и более 80 статей по проблемам теории и истории мировой анимации.
С 1997 года является членом Московского союза художников. Участник международных и всероссийских художественных выставок. Работы хранятся в частных коллекциях в России, Израиле, Англии, Германии, Канады, Литве.
С 2004 года член Союза кинематографистов РФ, гильдия киноведов и кинокритиков.
С 2004 года возглавляет международный проект «Анимация как феномен культуры».
Является основоположником нового научного направления «Аниматология», занимающегося изучением видов, форм, направлений, жанровых структур и технологий анимации, её истории.

## Сочинения

### Монографии
- Лабиринты анимации. Исследование художественного образа российских анимационных фильмов второй половины XX века. М., 2001.
- Ожившие тени волшебного фонаря. Краснодар. 2006.
- В зеркале времени. Анимация Америки (немой период). М. 2007.
- Современный экран. Тенденции и вызовы времени. CH. « Ekran INK», 2011. (совместно с В.Типа)
- История анимации (Учебно-методическое пособие). М, 2012.
- Аниматология: Эволюция мировых аниматографий. В 2-х частях. М., 2012.[2]
- Анимационный персонаж. М., 2015.[3]
- Анимация и поэзия: созвучия и диссонансы. М., 2022.
- Методические рекомендации по выполнению, оформлению и защите выпускной квалификационной работы по специальности 54.05.03 Графика, специализация — художник анимации и компьютерной графики.	М., 2022

### Статьи
- Теория коммуникативного действия Ю.Хабермаса и искусство кинематографии. Кино: Методология исследования.- М., 2001.
- Что ждет нас на пути в страну мультипликации… Киномеханик/Новые фильмы, 2002, № 9.
- История «Туманных картинок» (оптические представления до появления кинематографа)// Театр художника. Материалы лаборатории режиссёров и художников театров кукол. М.Союз театральных деятелей РФ, 2006.
- Российская анимация в условиях глобализации аудиовизуального пространства. Анимация как феномен культуры. Материалы первой международной научно-практической конференции. М., 2006.
- Признаки глокализации в аудиовизуальном пространстве: векторы развития анимации первого десятилетия XXI века// Анимация как феномен культуры. Материалы второй международной научно-практической конференции. М., 2006.
- Панорама полнометражной европейской анимации конца XX и начала XXI века// Пространство возможностей и диалог цивилизаций. М., 2007.
- Анимация и телевидение: роман, о котором не говорят// Искусство и образование, 2008, № 3(53).
- 3D — и смотри. Полнометражная анимация: от Диснея и до новых времен//	Искусство кино, 2008, № 6.
- «Страшные» мультфильмы современной анимации// Культурно-историческая психология, 2014. Том 10. № 4
- Музыка революции в анимации: особенности экранизации поэмы Александра Блока//	Международный журнал исследований культуры. 2018. — № 2 (31).
- У истоков абстрактной анимации: синестетические поиски в творчестве братьев Джинанни Коррадини //	Театр. Живопись. Кино. Музыка. — 2019. — № 1 (19).

## Фильмография
- С 1993 года работала в анимационном кино на студиях «Союзмультфильм», Творческое объединение «Экран», «Аргус интернейшнл», «Кристмас Филмз», кинокомпания «DAGO» и других.
- 1996—1997 — Руфь // цикл «Ветхий завет — Библия в анимации» (6 фильмов) (художник-декоратор)
- 1997 — Кот в сапогах (художник по фонам)
- 1999 — Тростниковая шапочка (художник-декоратор)
- 2003 — Полтора кота (художник-постановщик)
- 2003 — Собака, генерал и птицы (художник)
- 2009 — Полторы комнаты, или Сентиментальное путешествие на родину (художник-постановщик)